# Хаймар
Хаймар (перс. حايمر) — село в Ірані, у дегестані Тула-Руд, в Центральному бахші, шагрестані Талеш остану Ґілян. За даними перепису 2006 року, його населення становило 34 особи, що проживали у складі 11 сімей.